# Novice (roman)
Pour les articles homonymes, voir Novice.
Novice (titre original : Fledgling) est un roman de science-fiction traitant des vampires, de l'autrice féministe afro-américaine Octavia E. Butler, publié en 2005 dans sa version originale puis traduit en français en 2008. Il renouvelle le genre de la littérature de vampire en le faisant fusionner avec la science-fiction. Ce roman permet à l'autrice de traiter de multiples sujets comme la race, le spécisme, l'hybridation entre espèces, la symbiose mutualiste, les sexualités alternatives, la différence comme moyen de survie. Ce roman, qui est le dernier d'Octavia E. Butler, fait l'objet de multiples commentaires critiques.

## Résumé
Le roman raconte l'histoire de Shori, membre de l'espèce Ina, âgée de 53 ans, qui a l'apparence d'une jeune afro-américaine de 10 ans. Les Ina sont une espèce nocturne, vivant longtemps qui se nourrissent en buvant du sang humain. Bien qu'ils soient physiquement supérieurs aux humains, à la fois en force et en capacité à guérir des blessures, les Ina dépendent des humains pour survivre. Leurs relations sont symbiotiques. Le venin inoculé par les membres d'Ina stimule considérablement le système immunitaire des humains avec lesquels ils cohabitent et prolonge leur vie jusqu'à 200 ans. Lorsque le venin cesse d'être inoculé, cela entraîne la mort de l'humain.
L'histoire débute alors que Shori se réveille sans savoir ce qui se passe ni à quel endroit elle se trouve. Elle est dans une grotte et souffre de blessures graves. Bien qu'elle soit brûlée et ait un traumatisme crânien, elle tue et mange la première créature qui s'approche d'elle. Cette nourriture lui permet de guérir assez rapidement, de se mettre à marcher et à explorer les lieux par elle-même. Elle court au milieu des ruines et un ouvrier du bâtiment nommé Wright la récupère sur le bord de la route. Shori mord Wright parce qu'elle trouve son parfum irrésistible et ils commencent leur relation.
Alors qu'elle séjourne dans la cabane de l'oncle de Wright, Shori se rend compte qu'elle a besoin de plus de sang. Alors elle se nourrit d'autres habitants de la ville et entame une relation avec une femme plus âgée qu'elle, nommée Theodora. Shori et Wright retournent dans le village incendié et abandonné, là où elle s'est réveillée, pour en savoir plus sur son passé. Ils finissent par rencontrer Iosif, le père de Shori, qui lui explique que c'était dans ce village, aujourd'hui détruit, qu'elle vivait avec sa mère et ses sœurs. Ils apprennent également que la relation mutuellement bénéfique entre Wright et Shori fait de Wright le symbiote de Shori. Ils découvrent aussi que la peau foncée de Shori est le résultat d'une modification génétique qu'expérimentent les Ina pour rendre leur espèce résistante à la lumière du jour. Tous les autres Ina ont la peau blanche.
Quelque temps plus tard, avant que Shori ne puisse emménager avec Iosif, son village est incendié, comme l'a été l'ancienne maison de Shori. Shori et Wright rencontrent les deux seuls symbiotes humains qui ont survécu, Celia et Brook. Shori les adopte comme ses propres symbiotes pour leur sauver la vie. Au début, leur nouveau lien est inconfortable pour chacun d'eux car les symbiotes deviennent dépendants du venin d'un Ina particulier. Tous les quatre fuient vers une autre maison appartenant à Iosif. Alors qu'ils s'y trouvent pendant qu'il fait jour, ils sont attaqués par plusieurs hommes munis d'essence et de fusils. En raison des améliorations génétiques apportées à Shori (les Ina ne sortent pas le jour), elle est éveillée et ils réussissent à s'échapper.
Le groupe se rend dans la colonie de la famille Gordon (de vieux amis de Iosif), où ils sont accueillis et gardés par des symbiotes humains pendant qu'il fait jour. Les hommes attaquent également cette colonie, mais Shori et les symbiotes humains ripostent et ils capturent trois assaillants vivants. La famille Gordon les interroge et découvre que ce sont ceux-là mêmes qui ont tué la famille de Shori. Ils sont commandités par les Silks, une famille rivale Ina. Les Gordon soupçonnent que les attaques qui visent Shori sont motivées par le mépris des Silks pour l'expérimentation génétique qui l'a ainsi modifiée.
Après avoir échoué à obtenir une confession des Silks, la famille Gordon convoque un Grand conseil au nom de Shori. Treize familles Ina et leurs symbiotes se rendent à la colonie Gordon pour discuter de l'attaque des Silks contre elle. Pendant le Conseil, la représentante Silk, Katharine Dahlman, envoie l'un de ses symbiotes tuer Theodora, l'une des symbiotes de Shori. Cette attaque réussit. Le Conseil doit donc punir les Silks mais également à Katharine Dahlman. Les fils des Silks leur sont enlevés pour être adoptés par des familles Ina, ceux-ci s'assurant ainsi de l'extinction de la lignée Silk. Katharine Dahlman est condamnée à être amputée des jambes. Elle refuse cette punition et tente de tuer Shori, qui riposte et la blesse mortellement. Katharine est ensuite décapitée et brûlée. Après avoir repris conscience, Shori décide de rejoindre la famille Brathwaite et d'apprendre les méthodes Ina pour créer sa propre famille.

## Thèmes principaux

### Le personnage du vampire

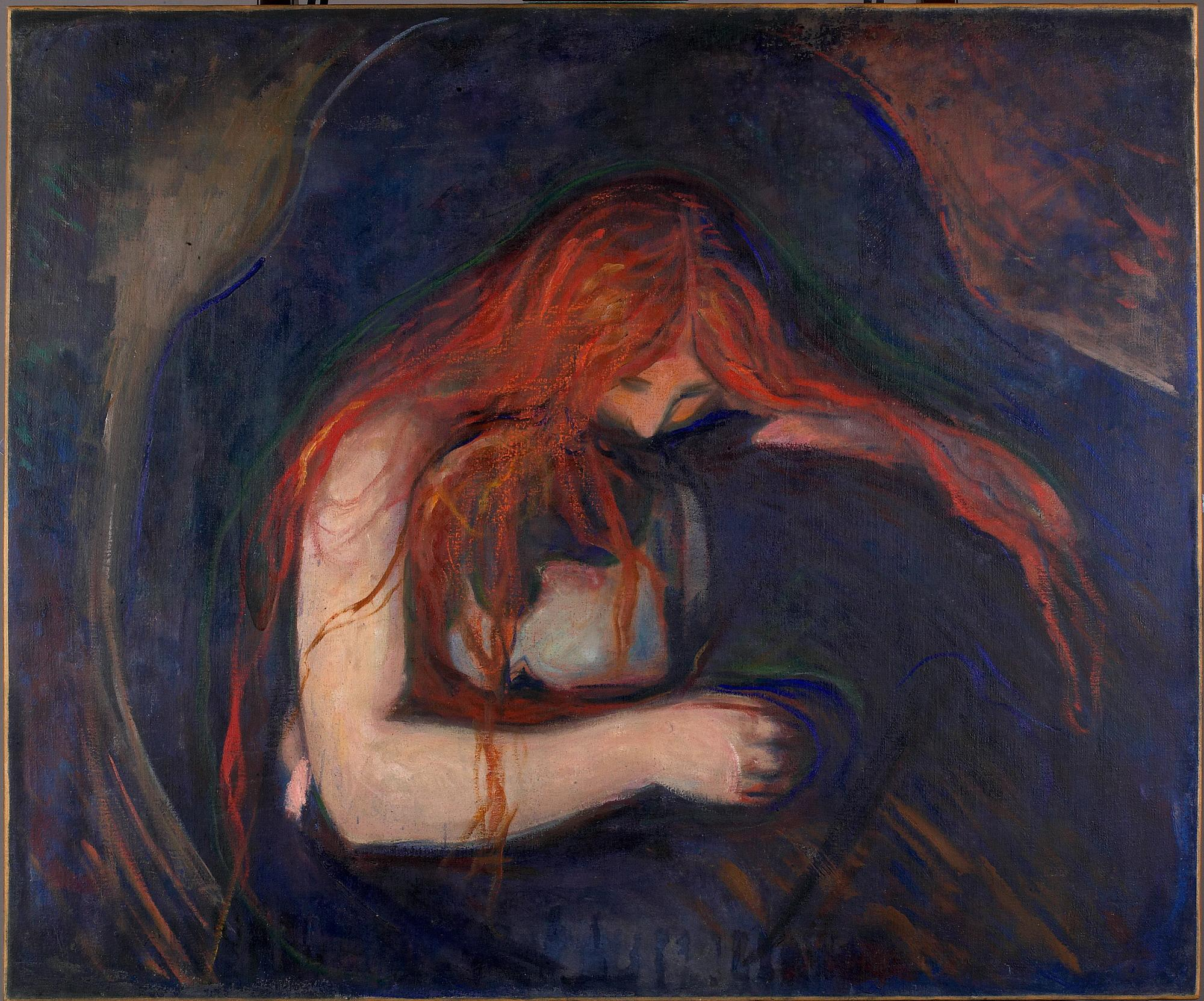
Vampire d'Edvard Munch, 1895

L'un des aspects les plus commentés de Novice réside dans le type inhabituel de vampire qu'il met en scène, résultat de la fusion par Butler de la fiction vampire avec la science-fiction. Alors que les Ina sont simplement une autre espèce coexistant avec l'humanité, le vampire, anormal et monstrueux symbolise - traditionnellement - la sexualité déviante et la décadence. Il sert de repoussoir à l'humanité, représente le désir sexuel refoulé ou la peur de la contamination sexuelle ou raciale.
Biologiques plutôt que surnaturels, les Ina ne transforment pas les humains en vampires. Ils ne sont pas impitoyables, menaçants, prédateurs, intimidants ou généralement hostiles aux humains. Au contraire, ils créent des communautés Ina-humaines très unies où ils cohabitent avec des humains sélectionnés dans des relations symbiotiques. En fait, comme le note Pramrod Nayar dans son article, Butler crée une histoire alternative où humains et Ina ont toujours coexisté dans des « écosystèmes non hiérarchiques, interdépendants et unifiés ».
Mis à part leurs relations inhabituelles avec les humains, l'Ina est un groupe « ordinaire ». Steven Shaviro les décrit comme ayant « une culture, avec des lois et des coutumes, des groupes de parenté, une religion et une éthique et une politique, et des disputes et des luttes de pouvoir à propos de toutes ces choses - comme le fait n'importe quel groupe d'êtres humains ». Butler rend même les Ina imparfaits car sujets à l'intolérance et au sectarisme, caractéristiques habituellement attribuées aux humains.

### La race
Certains critiques considèrent la décision de Butler de doter sa protagoniste d'une dose de mélanine plus importante que ce qui est normal pour l'Ina, comme une métaphore de la création du concept de race. Ali Brox, par exemple, souligne que Shori n'est pas seulement « rendue noire » biologiquement, mais aussi socialement quand l'Ina se concentre sur cette différence. Ainsi, la couleur de peau de Shori l'oblige à se défendre d'un monde hostile avant même d'avoir appris les hiérarchies institutionnalisées.
Le préjugé de l'Ina à l'encontre des humains sert également d'illustration de l'histoire du sectarisme humain, en particulier les préjugés des Blancs contre les Noirs. Comme l'explique Sanchez-Taylor, « [l]e déplacement de la notion de race dans un conflit d'espèces permet à Butler d'avoir une protagoniste noire et une discussion sur l'intolérance sans avoir besoin de participer à l'histoire du racisme humain ». Dans Novice (Fledgling), cette discussion raciale est porteuse d'espoir lorsque la majorité des Ina reconnaissent Shori comme l'une des leurs.
De plus, doter Shori d'une identité raciale spécifique sert à déconstruire les stéréotypes négatifs de la noirceur. En tant que protagoniste noire, elle devient l'exemple par lequel Butler démontre le manque de Noirs dans le genre vampire et remet en question la place traditionnelle des hommes blancs comme héros. De plus, parce que sa peau noire a été conçue comme un avantage évolutif, elle inverse les notions racistes de la noirceur en tant que contaminant biologique qui conduit à la dégénérescence.
La protagoniste vampire de Novice est encore plus inhabituelle, car elle a été génétiquement améliorée. Alors que les Ina sont stéréotypés blancs - comme c'est le cas pour les vampires - la constitution génétique de Shori inclut de la mélanine humaine qui rend sa peau brune, un trait nécessaire pour que son espèce puisse survivre à l'exposition au soleil. Sanchez-Taylor suggère que le choix de Butler de donner à Shori une peau sombre aligne le récit Novice sur l'idée afrofuturiste de défier le stéréotype des vampires à prédominance blanche, tels que ceux représentés dans les romans de Bram Stoker ou d'Anne Rice. Ces personnages symbolisent traditionnellement la masculinité blanche ; au lieu de cela, Butler les remplace par un personnage principal féminin noir.
De plus, Shori est décrite comme moins intimidante que les vampires stéréotypés. Comme le note Melissa Strong, la petite taille de Shori la fait paraître inoffensive. Sa relation à ses symbiotes est gentille et compréhensive : au lieu de les considérer comme des victimes ou des pions, elle reflète la réciprocité et l'équilibre.
Lorsque Shori se réveille au début du roman, elle découvre qu'elle est couverte de cicatrices : « Ma peau était cicatrisée, très cicatrisée sur toutes les parties de mon corps que je pouvais voir. Les cicatrices étaient de larges plaques plissées et brillantes de peau rouge-brun marbrée ». Cette description rappelle les cicatrices sur les corps des Africains réduits en esclavage dans les Amériques, dues aux blessures infligées par les maîtres esclavagistes. LaMonda Horton-Stallings décrit la perte de mémoire de Shori au début de Novice comme invoquant l'effacement de la mémoire physique et collective par l'esclavage transatlantique.

### Le spécisme comme allégorie du racisme
Plusieurs chercheurs notent comment la discrimination Ina envers Shori se double d'un commentaire sur les pratiques racistes humaines. Selon Steven Shaviro, le racisme est le principal facteur du conflit entre les spécistes Shori et Ina - illustré par la famille Silk - qui considère les humains comme des ennemis ayant anéanti les Ina au cours du temps,. Ce groupe Silk des Ina soutient que les deux espèces doivent rester distinctes avec l'Ina comme partenaire dominant. Ils considèrent que Shori est biologiquement différente du reste de la population Ina et n'appartient pas à leur espèce. Ils refusent de voir les caractéristiques qu'ils partagent avec Shori ; au lieu de cela, ils se moquent d'elle à cause de sa différence.
Selon Shaviro, ce qui réécrit le spécisme des Ina en tant que racisme, c'est que les gènes qui rendent Shori « en partie humaine » sont les mêmes que ceux qui la rendent noire, par opposition à leur teint « presque grotesquement albinos ». En fait, comme le note Shari Evans, l'insulte raciale que Russell Silk lance à Shori lors du Conseil du Jugement (« assassiner une chienne bâtarde noire ») nie la différence avouée de l'Ina par rapport aux préjugés humains et évoque plutôt la suprématie blanche. Ces Ina Silk qui détestent les humains commettent donc l'équivalent d'un crime de haine en détruisant toute la famille de Shori. Haine alimentée par une idéologie de pureté et de supériorité raciale qui n'est pas très différente de celle des nazis ou du Ku Klux Klan,. Comme l'explique Ali Brox, l'hybridité de Shori devient le centre de leur haine car elle expose l'échec de leurs prétentions à la pureté et leur rappelle leur condition abjecte passée aux mains des humains.

### L'hybridité
La protagoniste de Novice (Fledgling) est une créature génétiquement manipulée qui combine les gènes Ina et l'ADN humain. Son hybridité est perçue comme une menace par les spécistes d'Ina, qui insistent sur le fait que la séparation des Ina et des humains est essentielle pour maintenir la pureté de l'espèce Ina. Comme le soutient Ali Brox, l'existence de Shori « ouvre un espace d'incertitude et d'instabilité culturelles » qui oblige les familles Ina telles que les Silks - qui souffrent de l'illusion qu'il existe une race Ina « pure » et « supérieure » - à admettre qu'elles étaient autrefois faibles, opprimées et tuées par les humains. Ces Ina, hostiles envers Shori, interprètent son hybridité comme un signe de dégénérescence. Comme le souligne Rob Gates, parce que son corps est un signe de métissage Ina-humain « [s] elle est appelée à plusieurs reprises un chien, une sale petite chienne nègre, une chienne bâtarde noire meurtrière, et plus encore. ».
Le récit de Butler, cependant, montre que l'hybridité de Shori est en fait un avantage évolutif. Premièrement, cela lui permet d'être éveillée pendant la journée, pour survivre à de multiples attaques contre elle-même et ses symbiotes. Deuxièmement, cela rend son venin très puissant, son parfum extrêmement attrayant pour l'Ina mâle et lui permet de collecter facilement des symbiotes. Caractéristiques qui rendent son espèce plus adaptable que l'Ina moyenne. L'hybridité de Shori symbolise également un modèle amélioré ou « correct » de symbiose mutualiste, car elle incarne l'ADN humain et Ina fonctionnant ensemble. Ainsi, Butler relie l'hybridité à la survie non seulement de l'Ina, mais aussi de l'humanité. Comme le soutient Pramrod Nayar, dans Novice, l'hybridité signifie prendre les qualités de l'autre race et devenir ainsi une « espèce compagne » des autres afin de survivre.

### Symbiose mutualiste
Dans Novice, les humains et les Ina sont liés dans une forme de symbiose mutualiste, un type de relation que Shari Evans relie au concept de « partenariat » tel que défini dans La Parabole des talents de Butler : « offrir le plus grand bénéfice possible avec le minimum de préjudice ». Alors que dans les romans Parabole, l'objectif du partenariat est d'augmenter les effets négatifs des êtres ou des processus auxquels on ne peut résister ni éviter, la symbiose mutualiste « naissante » sert à remettre en question l'idée que les Ina sont une espèce supérieure, en rendant les Ina et les humains interdépendants les uns des autres. Comme l'explique Susana Morris, même si les Ina peuvent satisfaire leur besoin de compagnie, de contact physique et de plaisir sexuel entre eux, ils doivent également avoir un lien émotionnel profond avec leurs symbiotes pour survivre.
De même, les humains ont soif d'intimité avec un Ina particulier après avoir été infectés par sa morsure venimeuse, et peuvent mourir lorsqu'ils le perdent. Butler consacre plusieurs moments du roman à dépeindre l'inconfort que cette perte d'éléments organiques provoque chez les symbiotes humains,. Néanmoins, Novice est le premier roman dans lequel Butler illustre une relation de co-dépendance du point de vue du partenaire dominant, contrairement à des œuvres précédentes telles que son roman L'Aube (1987) ou sa célèbre nouvelle Enfants de sang.
Les chercheurs lient la symbiose mutualiste de Novice à différentes interprétations théoriques. Pramrod Nayar y voit une représentation fictive de la relation que la professeure Donna Haraway définit comme une « espèce compagne » dans Encounters with Companion Species: Entangling Dogs, Baboons, Philosophers, and Biologists,. Joy Sanchez-Taylor et Shari Evans l'identifient comme une forme de commentaire social : les êtres humains doivent s'éloigner des relations parasitaires et hiérarchiques pour s'orienter vers la symbiose entre eux et avec les autres espèces,. La critique Susana Morris relie les relations symbiotiques de Novice au désir féministe afrofuturiste de dépeindre la libération des formes actuelles de domination hégémonique. Ainsi, la « coopération, l'interdépendance et les compréhensions complexes du pouvoir » que représente la symbiose mutualiste deviennent le « modèle social futuriste de Butler, qui est fondamentalement en contradiction avec le racisme, le sexisme et la violence sectaire. ».

### Sexualités alternatives
Novice remet en question les catégories sexuelles traditionnelles et propose des moyens alternatifs pour les individus d'établir des relations les uns avec les autres, en faisant en sorte que les normes sexuelles Ina l'emportent sur les normes humaines. Les relations sexuelles ina-humaines sont polyamoureuses, avec un Ina comme partenaire principal de plusieurs symbiotes humains mâles et femelles,. Les symbiotes s'engagent souvent dans des relations de même sexe et / ou de sexe opposé avec d'autres symbiotes. De plus, les Ina s'accouplent dans des groupes familiaux - un groupe de sœurs s'accouplant avec un groupe de frères d'une famille différente,. Un ménage Ina brouille donc les frontières entre l'amour familial et érotique en ayant ses membres impliqués les uns avec les autres sexuellement.
Butler met en évidence l'étrangeté des arrangements sexuels des Ina à travers les réactions du premier symbiote de Shori, Wright. Selon Melissa Strong, Wright répond à la sexualité de Shori par la biphobie ; pour lui, la sexualité répond à des catégories clairement constituées : masculin et féminin, hétérosexualité et homosexualité.
En fin de compte, l'inclusion par Butler des sexualités alternatives sert à éroder les hiérarchies rigides. Strong explique que la fusion des relations familiales et sexuelles déstabilise la relation traditionnelle entre esclave et maître. De même, Susana Morris soutient que, dans l'esprit du féminisme afrofuturiste, les sexualités queer de Novice dissocient « la domination du pouvoir », de sorte que l'emprise patriarcale sur les marginalisés est remplacée par « la coalition et le partage du pouvoir ».

### La différence comme moyen de survie
Novice est typique du travail de Butler en ce que la différence de sa protagoniste par rapport à la norme Ina est définie comme une étape évolutive positive, à la fois en termes biologiques et culturels. Biologiquement, sa peau foncée et sa capacité à rester éveillée pendant la journée lui permettent de se sauver, elle, ses proches et sa communauté Ina, des attaques se produisant pendant la journée. Culturellement, sa noirceur symbolise sa proximité avec les humains, un trait qui est décrit comme souhaitable pour une bonne relation Ina-humain. Comme l'explique Shari Evans, l'amnésie de Shori, que l'Ina traite comme un handicap, lui donne en fait un avantage. Sa perte de mémoire l'amène à remettre en question sa croyance dans les arrangements sous-jacents formant la société Ina et qui ne sont pas habituellement contestés. Shori doit recréer sa relation à elle-même et à sa culture ; cela lui donne un avantage, car elle est capable de décider quel genre d'Ina elle deviendra avec le soutien de ses symbiotes. Libérée de la mémoire culturelle, Shori a la capacité de choisir ce dont elle veut se souvenir et comment elle veut se présenter, en utilisant son propre sens de la moralité,.
De même, Pramrod Nayar pense que ce qu'a perdu Shori est ce qui fait d'elle la meilleure de toutes les Ina possibles, et donc un symbole de l'avenir. Butler propose que les vampires deviennent moins vampiriques en acquérant des qualités plus humaines, telles que les attachements émotionnels et le sens de la communauté. Pendant ce temps, les humains devraient également perdre certains aspects d'eux-mêmes, tels que leur vulnérabilité à la maladie et leur tendance à être sexuellement possessifs. Ce n'est qu'en perdant leurs caractéristiques faibles et en acquérant des caractéristiques plus fortes que les espèces humaines et vampires sont capables d'évoluer et de s'améliorer. Novice décrit un plan progressif qui va convertir Ina et l'humain en une espèce compagne grâce à l'adoption des qualités de l'Autre.

### L'agentivité
Novice explore les complexités de l'autodétermination à travers la lutte de sa protagoniste pour reprendre le contrôle de sa vie et l'acceptation de la dépendance créée par la symbiose Ina-humain. Shori est une protagoniste typique de roman d'apprentissage qui commence avec peu de moyens à sa disposition et finit en pleine possession de sa destinée. Comme le soutient Florian Bast, le roman de Butler est un récit afro-américain typique où la victime d'un crime à motivation raciale est en quête de vérité sur elle-même, sur l'agonie qu'elle a endurée et sur l'identité de ses agresseurs. À la fin de l'histoire, Shori a vaincu à la fois sa propre ignorance et la discrimination spéciste qui cherche à la définir, grâce à sa force personnelle et à l'aide de ses symbiotes, de la famille Ina et de ses amis. Elle est prête à devenir membre à part entière de la société Ina. Shari Evans note également que l'amnésie de Shori lui permet de décider par elle-même, avec l'aide de ses symbiotes, quel type d'Ina elle deviendra.
À l'opposé, le partenariat symbiotique entre l'Ina et les humains remet en question les façons traditionnelles de penser la capacité d'action, notamment parce que la relation est hiérarchique, l'Ina étant le maître de ses symbiotes. Wright, par exemple, commence l'histoire en tant qu'être libre, mais à la fin, « le bonheur pour toujours » avec Shori exige qu'il renonce à une partie de son libre-arbitre. De plus, l'agentivité de l'Ina et des humains est limitée par les réalités biologiques, car la relation addictive créée par la salive de l'Ina lorsqu'ils mordent leurs symbiotes ne peut être réversible. Pour les Ina, cette liaison chimique signifie qu'ils doivent être en contact physique permanent avec leurs symbiotes. Pour les symbiotes, cela signifie qu'ils sont physiquement dépendants de leur Ina, car ils pourraient mourir si leur Ina meurt, et qu'ils sont obligés de suivre les ordres de leur Ina.
Ces complexités d'agentivité, selon Bast, signifient que Novice « demande ouvertement si le plus haut degré de capacité d'action est l'état le plus souhaitable pour l'individu ou s'il existe un potentiel de bonheur plus élevé dans le choix d'un type spécifique de dépendance. ».

### Enfance
La représentation de Shori dans Novice complique les notions normatives de l'enfance comme intrinsèquement innocente ou dépourvue de désir sexuel. Tout au long du roman, nous apprenons que Shori est une Ina de 53 ans qui ressemble à une fillette de 10 ans. Sa petite taille est constamment soulignée tout au long du roman, suscitant potentiellement un malaise pour les lecteurs attentifs, lié à la pédophilie, en particulier lorsqu'elle a des relations sexuelles avec ses symbiotes humains adultes. Des universitaires tels qu'Habiba Ibrahim voient dans Novice un contrepoint de l'idéologie des Lumières sur l'innocence de l'enfance et sur la façon dont celle-ci ne s'applique pas aux enfants noirs, et certainement pas aux filles noires. En d'autres termes, l'enfance n'est pas un luxe dont sont dotés les enfants noirs qui sont privés de pouvoir de décision. Ibrahim nous dit : « La relégation de tous les esclaves au rang de quasi-enfance faisait partie intégrante de la tendance de l'époque des Lumières à distinguer les sujets raisonnants des êtres irrationnels ».

## Arrière-plans

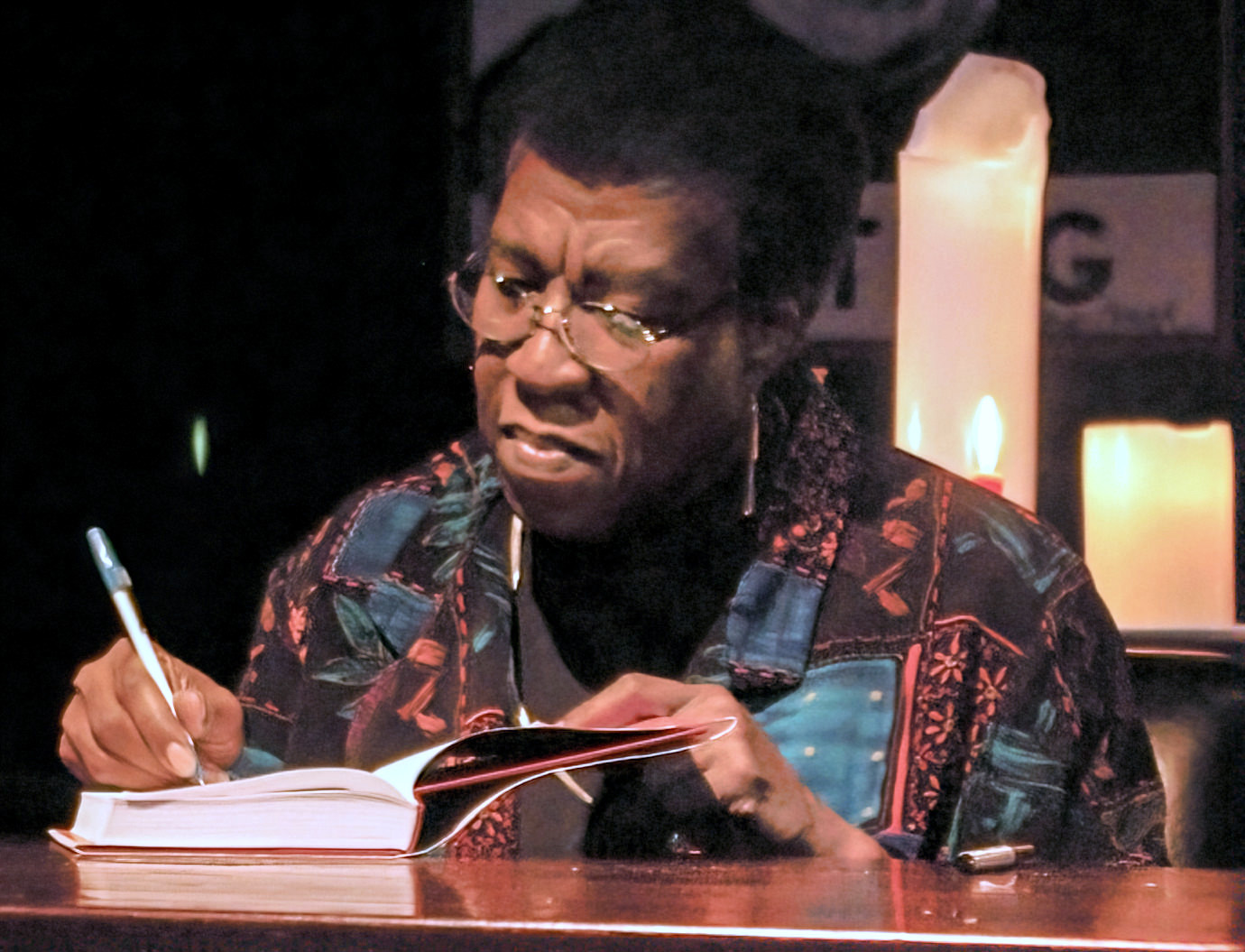
Octavia Butler pendant une séance de dédicaces de Fledgling en 2005

Dans une interview avec Juan Gonzalez et Amy Goodman pour Democracy Now !, Butler explique qu'elle écrit Novice pour se distraire après avoir été submergée par la sinistrose de sa série Parabole. Pour se distraire, elle avait lu des romans de vampires, ce qui l'avait tentée d'essayer d'en écrire un. Comme elle l'explique dans une interview d'Allison Keyes, il lui a fallu un certain temps pour trouver le point clé du roman jusqu'à ce qu'un ami lui suggère que ce que les vampires voulaient, en plus du sang humain, c'était la capacité de marcher au grand jour. Elle décide donc de créer des vampires en tant qu'espèce distincte et de leur faire concevoir la capacité de résister à la lumière du soleil en ajoutant de la mélanine humaine à leur ADN.
Bien que Novice soit unique dans sa vision de ce qui motive les vampires, ce n'est pas la première histoire à avoir un vampire noir comme protagoniste. Dans les années 1970, les films Blacula, le vampire noir et Scream Blacula Scream dépeignent un vampire noir comme l'ennemi juré des suprémacistes blancs. Dans les années 1990, la série de films Blade, basée sur un personnage de Marvel Comics, a comme super-héros un humain-vampire noir qui peut tolérer la lumière du soleil. Selon les universitaires Joy Sanchez-Taylor et Susana M. Morris, Novice appartient à une tradition florissante de fiction afrofuturiste sur les vampires noirs, représentée par le roman The Gilda Stories de Jewelle Gomez, ainsi que par la série African Immortals de Tananarive Due et The Vampire Huntress Legend de Leslie Esdaile Banks,.

## Réception critique
Novice reçoit des commentaires principalement positifs. Le romancier Junot Diaz le déclare son « livre de l'année », l'appelant « [une] méditation déchirante sur la domination, le sexe, la dépendance, le métissage et la race qui dévore complètement le genre qui lui a donné naissance. ». Sandra Y. Govan, spécialiste de Butler, le décrit comme « [a] une histoire de science-fiction extrêmement bien conçue ... [qui] nous engage et est passionnante car elle invoque et s'inspire du mythe et de la légende des vampires tout en portant un certain nombre de masques - meurtre mystérieux, roman policier, passage à l'âge adulte, de l'innocence à l'expérience, initiation, récit de quête et roman de l'outsider/survivant ».
Plusieurs critiques saluent également l'exploration par Butler de sujets et de thèmes innovants et transgressifs. Le New York Times décrit Novice comme « un roman captivant qui teste les limites de l'« altérité » et remet en question ce que signifie être vraiment humain. ». Susanna Sturgis de Women's Review of Books souligne que « [l] e prémisse du vampire est parfaitement adapté aux thèmes que Butler a explorés depuis ses premiers romans: interdépendance, liberté et non-liberté, et le coût de la survie humaine. ». Susan Salter Reynolds du Los Angeles Times fait l'éloge de la capacité de Butler à aborder des sujets controversés d'une manière qui suscite la réflexion du lecteur : « [l]'idée d'un homme ordinaire ramassant une fille apparemment de 10 ans, la ramenant à la maison et ayant des relations sexuelles avec elle dépasse les limites d'un comportement civilisé. Pourtant, d'une manière ou d'une autre, Butler, avec son langage calme et libre, nous aide à surmonter cela et bien d'autres obstacles interculturels dans le livre. » .
Les critiques commentent favorablement la réinvention par Butler de la figure du vampire, avec Ron Charles du Washington Post affirmant que « Novice (Fledgling) ne fait pas que ressusciter les pâles signes extérieurs de la tradition des vampires, il les transforme complètement en une histoire étonnamment originale sur la race, la famille et la liberté à venir. » . Lors de la critique du roman pour la revue Gothic Studies, Charles L. Crow note que « [tandis que] Novice (Fledgling) est peut-être la moins gothique des fictions de Butler. . . Butler adresse des demandes troublantes au lecteur, comme toujours, et nous devons dès le départ accepter comme narratrice et héroïne une vampire dont le premier acte est de tuer et de manger un homme qui essaie de l'aider. ».
Même si beaucoup trouvent l'intrigue de Novice habilement racontée et captivante, quelques critiques décrivent le roman comme étant lent et peu engageant. Rob Gates soutient que « Novice (Fledgling) n'est certainement pas un livre parfait. Le rythme dans la seconde moitié du livre est parfois assez lent et la dynamique du procès Ina n'a pas bien soutenu mon intérêt. » . La critique Rachel Shimp affirme que « la prose éparse de Butler est parfois appliquée aussi minutieusement qu'elle doit l'être pour Shori chaque fois qu'elle est inondée par un nouveau souvenir. Le rythme lent du livre fonctionne avec son personnage, mais il atteint un point culminant que vous voyez arriver à mi-parcours. C'est la seule chose décevante à propos de Fledgling, qui offre par ailleurs une vision unique du vampire moderne, et d'une héroïne qui « déchire » en plus. ».

## Suites
Les écrits d'Octavia E. Butler à la bibliothèque Huntington incluent plusieurs brouillons de suites potentielles de Novice qui continuent de suivre Shori et sa famille grandissante alors qu'ils naviguent dans leurs relations et les sociétés humaines et Ina. Les nouveaux personnages auraient inclus des symbiotes humains supplémentaires, dont le plus récent, Darya, a des antécédents de traumatismes et d'abus. Les conflits possibles peuvent avoir inclus un retour de la famille Silk, cherchant à se venger de Shori. Les versions possibles incluaient Asylum ou Shadow Rise (ou Shadow Memory). Dans une entrée de journal en décembre 2005, Butler écrit : « Je ne veux pas passer les dernières années de ma vie à écrire des histoires Shori, mais une histoire Shori est ce que j'ai à l'esprit en ce moment. ».

## Adaptation télévisée
En juillet 2021, HBO commande à la production un pilote pour une adaptation télévisée du roman. Issa Rae et J. J. Abrams doivent être les producteurs exécutifs du projet.